# Řísnice (přírodní památka)
Řísnice je přírodní památka ve správním území obce Načeradec v okrese Benešov ve Středočeském kraji. Nachází se v katastrálním území Řísnice jihozápadně od stejnojmenné vesnice. Tvoří ji komplex mokřadů a lučních biotopů nepostižených intenzivní zemědělskou činností.

## Historie
Prostor v okolí přírodní památky byl až do dvacátého století využíván jako pravidelně kosené louky. S koncem hospodaření se na ně postupně rozšířil les (olše, smrk, vrba). Vzhledem ke své odlehlé poloze však nebyly odvodněny, pouze poblíž severního okraje byl vybudován drobný rybník. Kosení luk na vybraných pozemcích obnovili až členové Českého svazu ochránců přírody Vlašim v roce 1998.
Chráněné území vyhlásil Krajský úřad Středočeského kraje v kategorii přírodní památka s účinností od 1. června 2017.

## Přírodní poměry
Přírodní památka s rozlohou 4,25 hektarů leží v nadmořské výšce 626–637 metrů v katastrálním území Řísnice. Území se částečně překrývá se stejnojmennou  evropsky významnou lokalitou. Předmětem ochrany jsou přechodová rašeliniště a třasoviště.

### Abiotické poměry
Geologické podloží je tvořeno biotitickými pararulami moldanubika, nad kterými leží kvartérní hlinité nivní sedimenty. Na nich se jako půdní typ vyvinuly pseudogleje, gleje, rašelinné půdy a v širším okolí chráněného území kambizemě.
V geomorfologickém členění Česka přírodní památka leží v severozápadní části Křemešnické vrchoviny, konkrétně v podcelku Pacovská pahorkatina a okrsku Řísnická vrchovina, pro niž jsou charakteristická dlouhá rozevřená údolí přítoků Želivky. Terén chráněného území se svažuje k jihozápadu, kde se u hranice s lesem nachází nejvíce podmáčená místa. Louky patří k pramenné oblasti Hrnčířského potoka, který je přítokem Blanice, a patří tedy do povodí Sázavy.
V rámci Quittovy klasifikace podnebí se přírodní památka nachází v mírně teplé oblasti MT3, pro kterou jsou typické průměrné teploty −3 až −4 °C v lednu a 16–17 °C v červenci. Roční úhrn srážek dosahuje 600–750 milimetrů, počet letních dnů je dvacet až třicet, počet mrazových dnů se pohybuje mezi 130 a 160 a sněhová pokrývka zde leží šedesát až sto dnů v roce.

### Flóra
Chráněné území tvoří komplex biotopů nepoškozených intenzivní zemědělskou výrobou. Jádrem přírodní památky je malé přechodové rašeliniště, v němž převládají ploník obecný (Polytrichum commune), ostřice zobánkatá (Carex rostrata) a suchopýr úzkolistý (Eriophorum angustifolium). Jižní část zarostla vrbinami. Z vrb dominují vrba ušatá (Salix aurita) a vrba popelavá (Salix cinerea). Roste zde také bříza bělokorá (Betula pendula) a v mezerách mezi stromy se dochovaly relikty původních luk se starčekem potočním (Tephroseris crispa) a vrbovkou bahenní (Epilobium palustre).
Na severovýchodním okraji se nachází mezofilní zkulturněná louka. Na ní roste psárka luční (Alopecurus pratensis), medyněk vlnatý (Holcus lanatus), jetel luční (Trifolium pratense), chrpa luční (Centaurea jacea), ostřice zaječí (Carex ovalis) a ostřice srstnatá (Carex hirta). Na nekosených plochách se rozšířili třtina křovištní (Calamagrostis epigeios) a pcháč oset (Cirsium arvense).
Na podmáčených plochách se nacházejí vlhké pcháčové louky s přechody do tužebníkových lad. Typickými rostlinami zde jsou pcháč bahenní (Cirsium palustre), děhel lesní (Angelica sylvestris) a metlice trsnatá (Deschampsia caespitosa). Vzácněji se zde vyskytují také prstnatec májový (Dactylorhiza majalis) a kozlík dvoudomý (Valeriana dioica).
Přechodovou zónu mezi mezofilní loukou a podmáčenými plochami tvoří střídavě vlhké bezkolencové louky. Typickými zástupci druhů na nich jsou bezkolenec modrý (Molinia caerulea), krvavec toten (Sanguisorba officinalis), bukvice lékařská (Betonica officinalis) a čertkus luční (Succisa pratensis). Nachází se zde také malé plochy krátkostébelnatých smilkových trávníků, kde roste hadí mord nízký (Scorzonera humilis), vítod obecný (Polygala vulgaris) a smilka tuhá (Nardus stricta). Z ohrožených druhů zde roste všivec lesní (Pedicularis sylvatica). K dalším ohroženým druhům přechodové zóny patří jetel kaštanový (Trifolium spadiceum) a rozrazil štítkovitý (Veronica scutellata).

### Fauna
V přírodní památce nebyl v době před vyhlášením proveden žádný faunistický výzkum. Zaznamenán však byl výskyt skokana zeleného (Pelophylax esculentus), skokana hnědého (Rana temporaria) a ještěrky živorodé (Lacerta vivipara).

## Přístup
Chráněné území se nachází jihozápadně od Řísnice u cesty do Smilových hor. Severně od něj vede zeleně značená turistická trasa spojující obě vesnice.